# 뮤직타워
《뮤직타워》는 KBS 코리아에서 방송되었던 팝송 외국 음악 관련 프로그램이다.